# Zsigmondy (Mondkrater)
Zsigmondy ist ein Einschlagkrater auf der Rückseite des Mondes und kann deshalb
von der Erde aus nicht direkt beobachtet werden. An seinen südöstlichen Rand schließt sich der Krater Omar Khayyam an, der seinerseits innerhalb des wesentlich größeren Kraters Poczobutt liegt. Weiter östlich, am Nordrand von Poczobutt, befindet sich der Krater Smoluchowski.
Wie bei vielen Kratern der Mondrückseite ist der Rand von Zsigmondy erodiert und verformt und zeigt einen vieleckigen Umriss. Mit seiner Ostseite überdeckt er den annähernd gleich großen Krater 'Zsigmondy S'. Ein Paar kleiner Krater liegt über dem niedrigen Westrand und ein weiteres Paar markiert die südöstliche Innenwand. Das Kraterinnere ist in der westlichen Hälfte eben und weist nahe dem Mittelpunkt eine niedrige zentrale Erhebung auf.
Die Entstehungszeit des Kraters fällt in die nektarische Periode.
Zsigmondy hat drei Nebenkrater:
| Buchstabe | Position            | Durchmesser | Link |
| --------- | ------------------- | ----------- | ---- |
| A         | 62,47° N, 102,39° W | 61 km       |      |
| S         | 59,37° N, 107,45° W | 67 km       |      |
| Z         | 61,91° N, 105,53° W | 24 km       |      |

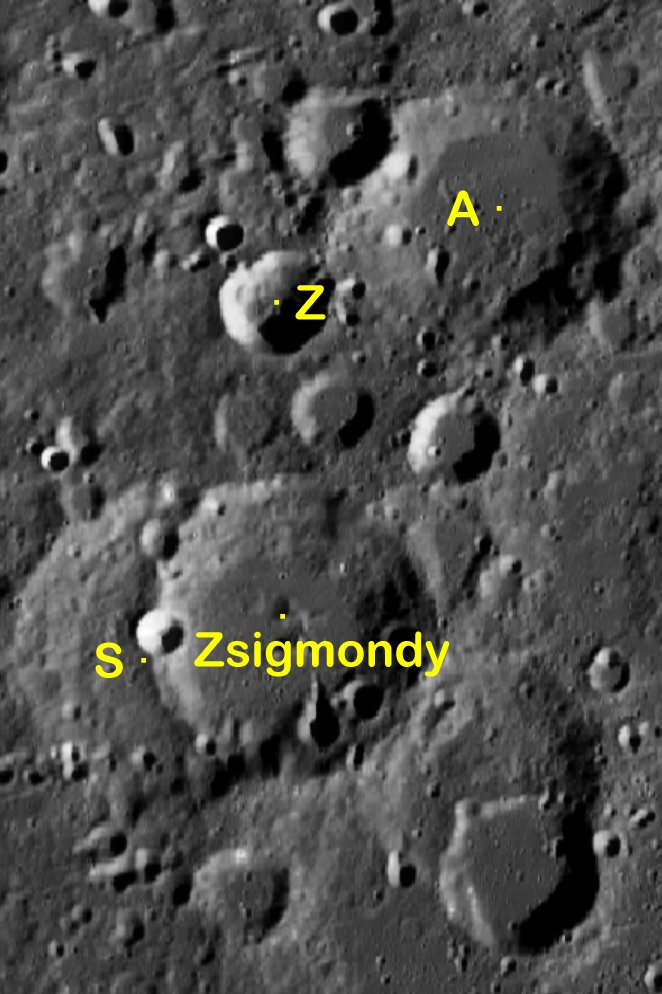
Zsigmondy und seine Nebenkrater

Der Krater wurde 1976 von der IAU offiziell nach dem österreichisch-ungarischen Chemiker Richard Zsigmondy benannt.